# 風の子守唄
「風の子守唄」（かぜのこもりうた）は、1977年5月25日に発売された五木ひろしのシングル。

## 解説
- 作詞山口洋子・作曲遠藤実コンビによる楽曲は、1975年の「ひろしのさくら音頭」以来となった。
- 2014年に山口が逝去したことを受け、ニューバージョンでレコーディングをし直し、同年10月29日に「桜貝」との両A面扱いシングルCDとして再発売した[1]。

## 収録曲
- 両楽曲共に、作詞：山口洋子

1. 風の子守唄
作曲：遠藤実／編曲：斉藤恒夫
2. 幸せになれよ
作曲：鈴木淳／編曲：船橋まこと